# Sør Rondane
Sør Rondane (norwegisch, sinngemäß für Südliches Rondanegebirge) ist ein Gebirge von bis zu 3400 m Höhe im ostantarktischen Königin-Maud-Land. Es erstreckt sich über eine Länge von 160 km zwischen dem Königin-Fabiola-Gebirge und dem Wohlthatmassiv.
Teilnehmer der Lars-Christensen-Expedition 1936/37 entdeckten das Gebirge und fotografierten es am 6. Februar 1937 aus der Luft. Christensen benannte es nach dem Gebirge Rondane in Norwegen. Norwegische Kartografen nahmen 1957 eine detailliertere Kartierung anhand von Luftaufnahmen vor, die bei der US-amerikanischen Operation Highjump (1946–1947) entstanden waren.
Teile der westlichen Sør Rondane werden seit 2023 als besonders geschütztes Gebiet der Antarktis ausgewiesen: die Tanngarden-Berge, der Petrellnuten-Nunatak, sieben der Pingvinane-Nunatakker, zwei der Perlebandet-Nunatakker, ein Teil des Teltet-Nunataks und das Yûboku-dani-Tal.